# Wein-Rose
Die Wein-Rose (Rosa rubiginosa), auch als Zaun-Rose, Apfel-Rose oder englisch als sweet briar bezeichnet, ist eine Pflanzenart aus der Gattung Rosen (Rosa) innerhalb der Familie der Rosengewächse (Rosaceae). Das natürliche Verbreitungsgebiet umfasst weite Teile Europas und Westasiens; sie ist in vielen Gebieten der Welt ein Neophyt. Einige Sorten werden als Zierpflanzen verwendet.

## Beschreibung

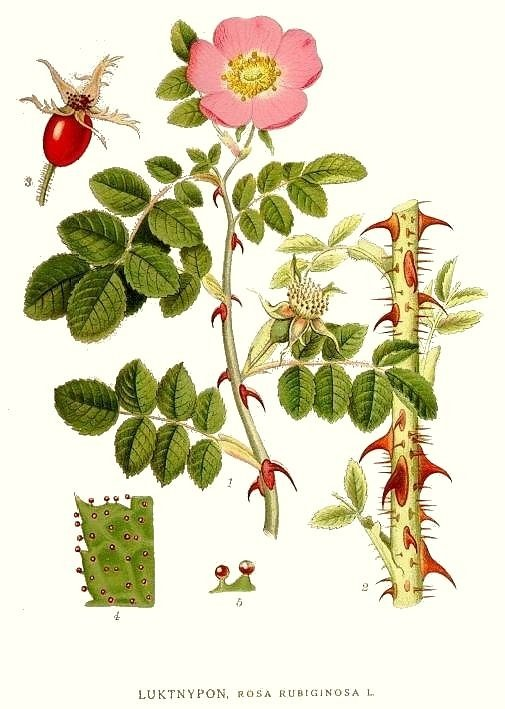
Illustration aus Carl Axel Magnus Lindman: Bilder ur Nordens Flora

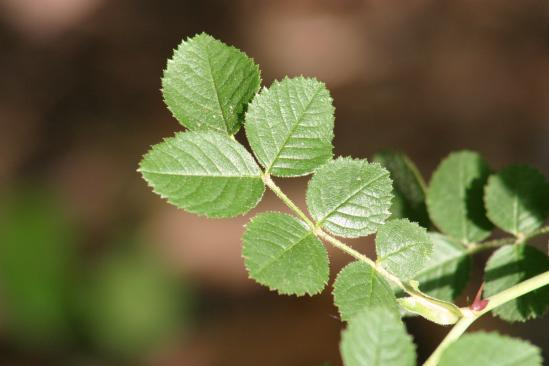
Gefiedertes Laubblatt mit Nebenblättern und Stachel

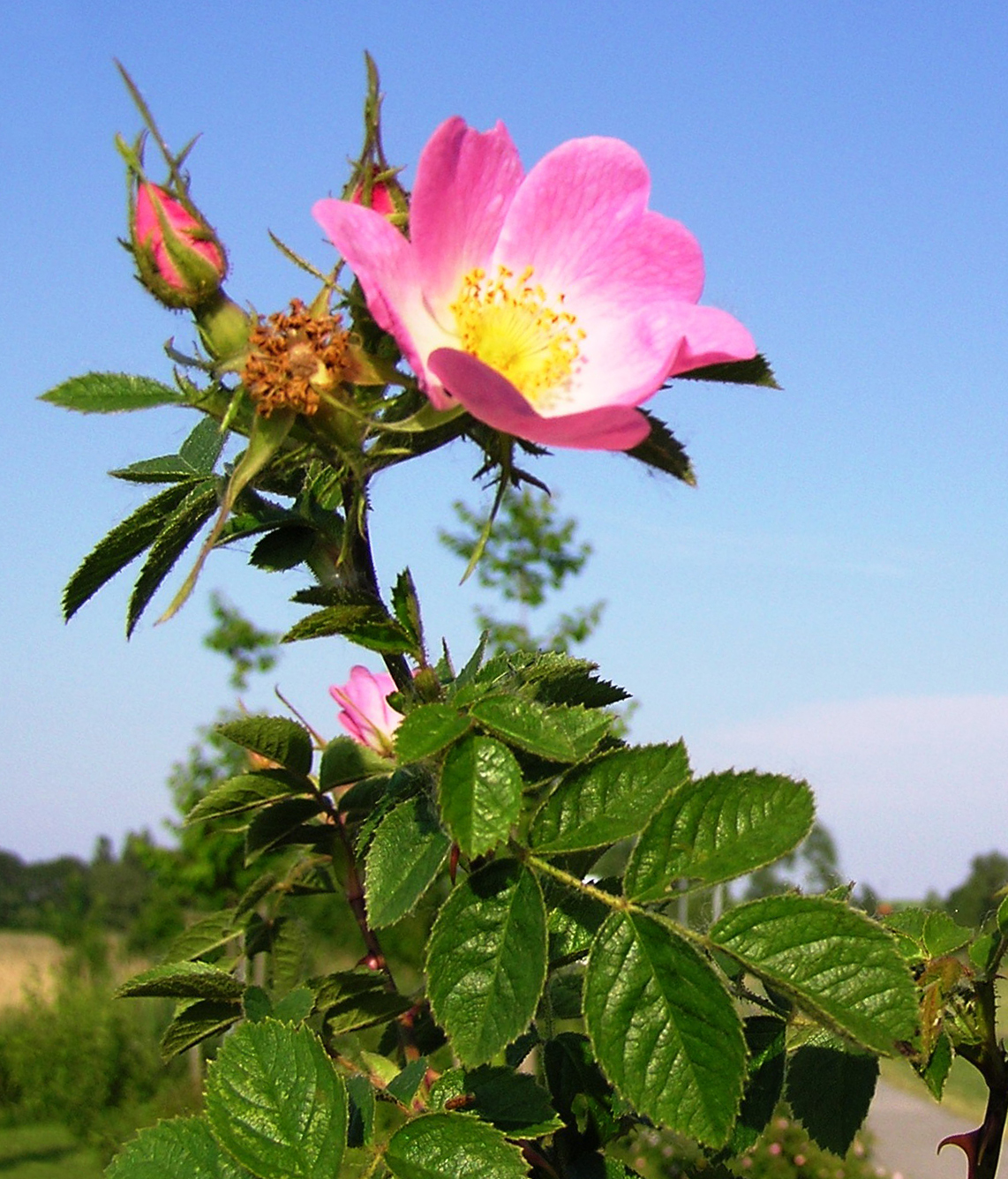
Zweig mit Laubblättern, Blütenknospen und geöffneter Blüte

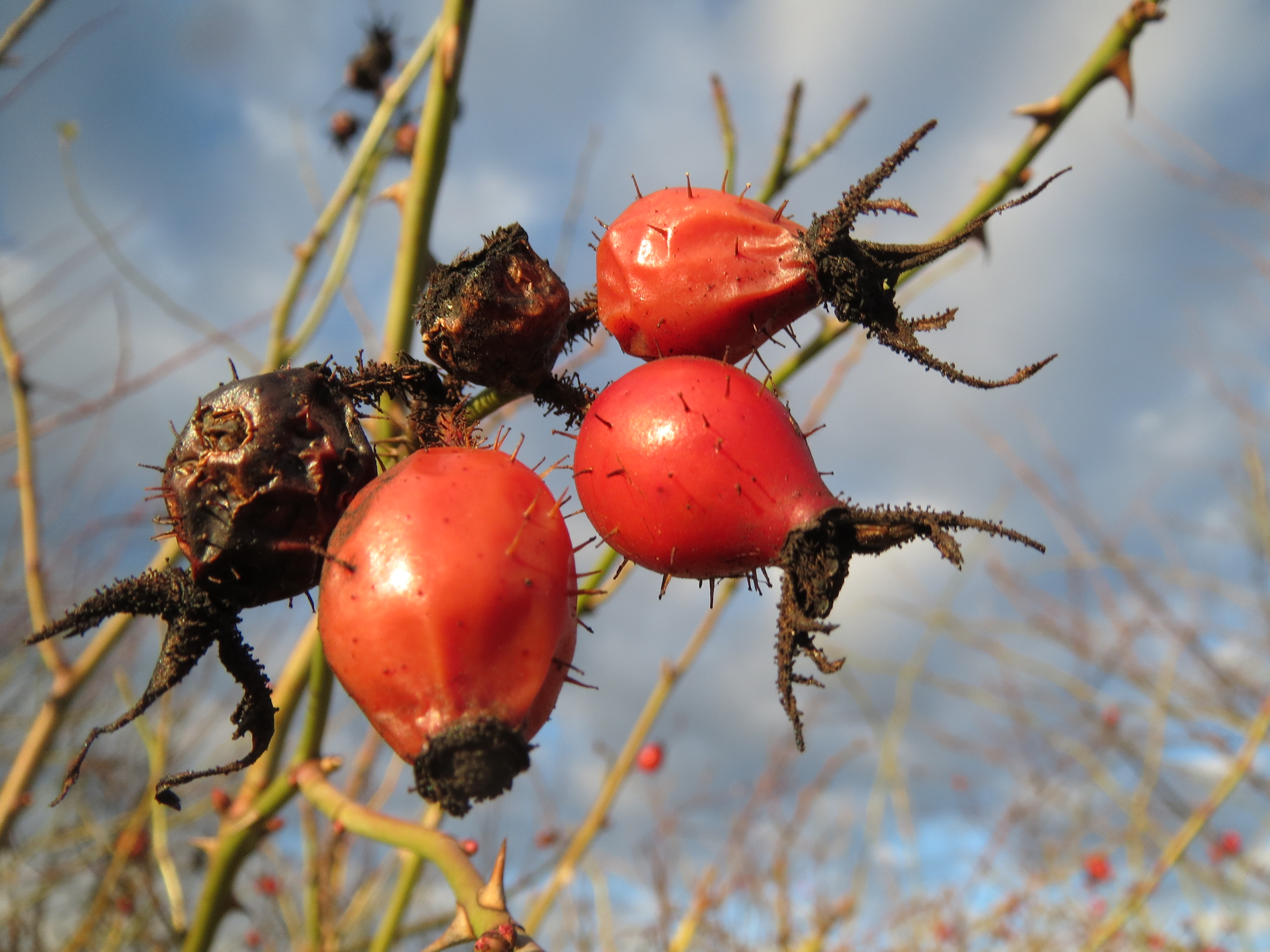
Reife Hagebutten

### Erscheinungsbild und Blatt
Die Wein-Rose wächst als laubabwerfender, dicht verzweigter, gedrungener Strauch und erreicht Wuchshöhen von 1 bis 3, selten bis zu 5 Metern. Die relativ kurzen Zweige sind zunächst aufrecht, später bogig übergeneigt und drüsig behaart. Die zahlreichen Stacheln sind hakig gekrümmt und an der Basis scheibenförmig verbreitert. 
Die wechselständig angeordneten Laubblätter sind 6 bis 8 Zentimeter lang und in Blattstiel sowie Blattspreite gegliedert. Die unpaarig gefiederte Blattspreite besitzt fünf oder sieben, selten neun Fiederblättchen. Die Fiederblättchen sind bei einer Länge von 1 bis 3,5 Zentimetern und einer Breite von 1 bis 2,5 Zentimetern rundlich bis breit eiförmig oder verkehrt-eiförmig mit stumpfem oder spitzem oberem Ende, mehrfach drüsig gesägt, oberseits blassgrün, behaart oder kahl, unterseits und auf der Spindel locker behaart und dicht mit kurz gestielten, rotbraunen Drüsen besetzt. Im Frühsommer besitzen die Laubblätter auch ohne Reiben einen deutlichen Duft nach frischen Äpfeln.

### Blüte, Frucht und Samen
Die Blütezeit liegt im Juni. Die Blüten stehen meist einzeln oder bis zu siebt zusammen. Tragblätter sind vorhanden. Blütenstiele und der Blütenbecher sind stieldrüsig. Die duftenden, zwittrigen Blüten sind bei einem Durchmesser von 3 bis 5 Zentimetern radiärsymmetrisch und fünfzählig mit doppelter Blütenhülle. Die Kelchblätter sind gefiedert, auf der Rückseite drüsenborstig, nach der Reife zurückgeschlagen und bleibend. Die fünf Kronblätter sind lebhaft rosafarben. Es sind viele gelbe Staubblätter vorhanden. Die Griffel sind kurz.
Die Hagebutten sind bei einer Länge von 1,5 bis 2 Zentimetern kugelig bis eiförmig, anfangs grün, später gelb und färben sich bei Reife scharlachrot, am Grund sind sie kahl oder mit Borsten und mit Drüsenborsten ausgestattet. Die Hagebutten enthalten viele Samen. Die gelben Samen sind 4 bis 7 Millimeter lang.
Die Chromosomenzahl beträgt 2n = 35.

## Ökologie
Die Blüten der Wein-Rose sind reich an Pollen. Bestäuber sind Hummeln und verschiedene Käfer, beispielsweise Rosenkäfer der Gattung Cetonia; daneben erfolgt reichlich spontane Selbstbestäubung. Obwohl sie reichlich blüht und deshalb eine gute Bienenweide darstellt, wurde sie nie in Kultur genommen.
Die Diasporen sind die Hagebutten, die von Füchsen und Vögeln gefressen werden. Die Samen werden unverdaut ausgeschieden. Es erfolgt also meist Verdauungsausbreitung. Manchmal erfolgt eine Ausbreitung durch Wasser.

## Vorkommen
Das natürliche Verbreitungsgebiet von Rosa rubiginosa reicht von West- über Mittel-, Nord-, Ost- und Südosteuropa bis Westasien. Es gibt Fundorte von Spanien inklusive Balearen über Frankreich, Belgien, die Niederlande, Deutschland, Österreich, Italien, Polen, Tschechien, Ungarn, Dänemark, Norwegen, Irland, das Vereinigte Königreich, die Baltischen Republiken, Ukraine, Krim, Slowakei, Slowenien, Serbien, Kroatien, Bosnien und Herzegowina, Rumänien, Albanien, Bulgarien, Moldawien sowie Griechenland über die Türkei bis zum Iran und Irak.
Rosa rubiginosa ist in vielen warmgemäßigten Gebieten der Welt, beispielsweise Lesotho, Südafrika, Australien, Neuseeland, in den Vereinigten Staaten und im südlichen Südamerika, ein Neophyt. Beispielsweise in Teilen Australiens ist Rosa rubiginosa eine invasive Pflanze; sie wurde dort Anfang des 19. Jahrhunderts als Zier- und Nahrungspflanze eingeführt.
Die Wein-Rose ist ein subatlantisch-submediterranes Florenelement. Sie besiedelt vorwiegend Bergländer Europas bis 60° nördlicher Breite und bis zur Krim im Osten. In Mitteleuropa fehlt die Wein-Rose gebietsweise im Tiefland, in den Mittelgebirgen mit kalkarmem oder kalkfreiem Gestein und im Alpenvorland, sonst ist sie selten. Sie steigt in den Kalkalpen bis in Höhenlagen kaum über 1200 Meter auf. In den Ketten mit kalkarmem Gestein fehlt sie auch in den Tälern. In den Allgäuer Alpen steigt sie im Tiroler Teil am Plättig am Weg zwischen Holzgau und Jöchelspitze bis zu einer Höhenlage von 1400 Metern auf.
Die Wein-Rose wurzelt tief und ist gut zur Anpflanzung von Hecken an trocken-warmen, kalkhaltigen Standorten geeignet. Die Wein-Rose gedeiht am besten auf mäßig trockenen, sandigen oder steinigen, doch stets kalkreichen und tiefgründigen Böden. Sie besiedelt in warmen, lichten Lagen Magerrasen, Waldsäume, Weiden und steinige Hänge. Sie ist eine Charakterart des Verbands Berberidion.

## Taxonomie
Die Erstveröffentlichung von Rosa rubiginosa erfolgte 1771 durch Carl von Linné. Synonyme für Rosa rubiginosa L. sind: Rosa almeriensis Rouy ex Willk., Rosa braunii J.B.Keller, Rosa eglanteria L., Rosa floribunda Steven.

## Nutzung
Die Hagebutten werden zu Wildrosenöl und Marmelade verarbeitet. Das Laub der Wildrose Rosa rubiginosa duftet fein nach reifen Äpfeln, besonders bei feuchter Witterung, aus diesem Grund wurde sie im 19. Jahrhundert oft für Kreuzungen in der Rosenzüchtung verwendet. 
Einige Sorten werden als Zierpflanze verwendet.
Sorten (Auswahl):
- 'Amy Robsart'
- 'Hebe’s Lip'
- 'Magnifica'